# Henri Gagnebin
Henri Gagnebin (ur. 13 marca 1886 w Liège, zm. 2 czerwca 1977 w Genewie) – szwajcarski kompozytor i organista, organizator życia muzycznego.

## Życiorys
Kształcił się w Lozannie, Berlinie i Genewie, następnie podjął studia w paryskiej Schola Cantorum u Louisa Vierne’a i Vincenta d’Indy’ego. Pełnił funkcję organisty w kościele la Rédemption w Paryżu (1910–1916) i w kościele Saint-Jean w Lozanne (1916–1925). W latach 1918–1926 wykładał historię muzyki i grę organową w konserwatorium w Lozannie. Od 1926 do 1957 roku pełnił funkcję dyrektora konserwatorium w Genewie. Zainicjował odbywający się od 1938 roku Concours Internationaux d’Exécution Musicale w Genewie i do 1959 roku pełnił funkcję jego dyrektora. W latach 1953–1955 był wiceprzewodniczącym szwajcarskiego związku kompozytorów. Doktor honoris causa Uniwersytetu Genewskiego (1949), członek Royal Academy of Music w Londynie i Akademie für Musik und Darstellende Kunst w Grazu. Laureat nagrody muzycznej miasta Genewy (1961). Opublikował prace Entretiens sur la musique (Genewa 1943), Musique, mon beau souci (Paryż 1968) i  Orgue, musette et bourbon (Neuchâtel 1975).
Komponował w stylistyce bliskiej językowi muzycznemu Vincenta d’Indy’ego i Césara Francka, w jego twórczości dostrzegalny jest także wpływ Igora Strawinskiego.

## Kompozycje
(na podstawie materiałów źródłowych)

### Utwory orkiestrowe
- 4 symfonie (I 1911, II 1918–1921, III 1955, IV 1970)
- poemat symfoniczny Les vierges folles (1913)
- Suita (1936)
- 3 Tableaux symphoniques d’après F. Hodler (1942)
- Suite d’orchestre sur des psaumes huguenots (1950)
- Koncert fortepianowy (1951)
- Koncert klarnetowy (1971)
- Koncert na obój, fagot i smyczki (1972)

### Utwory kameralne
- Sonata skrzypcowa (1915)
- 3 kwartety smyczkowe (I 1916–1917, II 1924, III 1927)
- Sonata wiolonczelowa (1922)
- Suita na wiolonczelę (1932)
- Trio na fortepian, flet i wiolonczelę (1941)
- Kwartet na fortepian, flet, skrzypce i wiolonczelę (1961)
- Trio smyczkowe (1968)
- Oktet dęty (1970)
- Kwintet na instrumenty dęte blaszane (1970)
- Sekstet dęty (1971)

### Utwory fortepianowe
- Suita (1936)

### Utwory organowe
- 100 Pièces sur des psaumes huguenots (1940–1964)

### Utwory wokalno-instrumentalne
- Messe de concert na chór i organy (1973)